# Ronde van Spanje 2019/Eerste etappe
De eerste etappe van de Ronde van Spanje 2019 werd verreden op 24 augustus tussen Salinas de Torrevieja en Torrevieja. Het was een ploegentijdrit over een volledig vlak parcours. Favoriet voor de etappezege Jumbo-Visma kwam ten val op een glad stukje wegdek en verloor relatief veel tijd op de andere concurrenten. Nadien werd duidelijk dat het gladde wegdek kwam door een kapot zwembadje.
| Torrevieja – Torrevieja (13,4 km) |                       |        |
| Plaats                            | Naam                  | Tijd   |
| 1                                 | Astana Pro Team       | 14'51" |
| 2                                 | Deceuninck–Quick-Step | + 2"   |
| 3                                 | Team Sunweb           | + 5"   |
| 4                                 | EF Education First    | + 7"   |
| 5                                 | BORA-hansgrohe        | + 13"  |
| 6                                 | CCC Team              | + 15"  |
| 7                                 | Movistar Team         | + 16"  |
| 8                                 | Groupama-FDJ          | z.t.   |
| 9                                 | Mitchelton-Scott      | + 18"  |
| 10                                | Lotto Soudal          | + 19"  |
|                                   |                       |        |
| 18                                | Team Jumbo-Visma      | + 40"  |

| Algemeen klassement |                     |                       |        |
| Plaats              | Naam                | Ploeg                 | Tijd   |
| Rode trui           | Miguel Ángel López  | Astana Pro Team       | 14'51" |
| 2                   | Dario Cataldo       | Astana Pro Team       | z.t.   |
| 3                   | Jakob Fuglsang      | Astana Pro Team       | z.t.   |
| 4                   | Jon Izagirre        | Astana Pro Team       | z.t.   |
| 5                   | Luis Léon Sánchez   | Astana Pro Team       | z.t.   |
| 6                   | Gorka Izagirre      | Astana Pro Team       | z.t.   |
| 7                   | Philippe Gilbert    | Deceuninck–Quick-Step | + 2"   |
| 8                   | Fabio Jakobsen      | Deceuninck–Quick-Step | z.t.   |
| 9                   | Zdeněk Štybar       | Deceuninck–Quick-Step | z.t.   |
| 10                  | Maximiliano Richeze | Deceuninck–Quick-Step | z.t.   |

1e etappe ·
2e etappe ·
3e etappe ·
4e etappe ·
5e etappe ·
6e etappe ·
7e etappe ·
8e etappe ·
9e etappe ·
10e etappe ·
11e etappe ·
12e etappe ·
13e etappe ·
14e etappe ·
15e etappe ·
16e etappe ·
17e etappe ·
18e etappe ·
19e etappe ·
20e etappe ·
21e etappe
Startlijst · Eindstanden · Afbeeldingen